# Saint-Ouen-des-Besaces
Saint-Ouen-des-Besaces är en kommun i departementet Calvados i regionen Normandie i norra Frankrike. Kommunen ligger i kantonen Le Bény-Bocage som ligger i arrondissementet Vire. År 2018 hade Saint-Ouen-des-Besaces 443 invånare.

## Befolkningsutveckling
Antalet invånare i kommunen Saint-Ouen-des-Besaces
Referens:INSEE